# Arthur et la Cité interdite
Pour les articles homonymes, voir Arthur.
Arthur et la Cité interdite est le deuxième tome de la série de livres Arthur et les Minimoys.

## Résumé
Les péripéties d'Arthur, Selenia et Bétamèche se continuent sur toute l'étendue des Sept Terres à la recherche du grand-père d'Arthur. Lui seul sait où se trouve le trésor qui permettra à son petit-fils de déjouer les plans de Davido. Mais Maltazard le Maudit va faire tout son possible pour empêcher nos trois héros d'atteindre leur but. Sera-t-il possible à Arthur de trouver son grand-père à temps, de conquérir le cœur de la princesse Selenia et de garder sain et sauf le peuple des Minimoys ?

## Adaptation cinématographique
Le 1er tome et Arthur et la Cité interdite ont été combinés et adaptés au cinéma par Luc Besson dans Arthur et les Minimoys (2006), premier film d'une trilogie.